# Fritz Bauer
Fritz Bauer (Stuttgart, 16 de julio de 1903-Fráncfort del Meno, 1 de julio de 1968) fue un juez y fiscal general alemán en Hesse, que contribuyó de forma considerable a la realización de los juicios de Auschwitz en Frankfurt. También estuvo relacionado con la identificación y captura de Adolf Eichmann.

## Vida
Fritz Bauer se consideraba abiertamente ateo, pero nació en una familia judía. Tras haberse licenciado en el Gymnasium Eberhard Ludwig de Stuttgart, estudió Jurisprudencia en las Universidades de Heidelberg, Múnich y Tubinga. Durante sus estudios estuvo en contacto con fraternidades de estudiantes judíos liberales, sobre todo en los debates políticos. Tras conseguir el doctorado en Derecho (con la tesis Die rechtliche Struktur der Truste, «La estructura legal de los trust») con Karl Geiler, que más tarde sería el primer Presidente del Land de Hesse tras la II Guerra Mundial, Bauer se convirtió en asesor jurídico del tribunal de distrito de Stuttgart y dos años más tarde ya era el juez de tribunal de distrito más joven de la República de Weimar.

### Actividad política y detención durante el nazismo
Bauer fue activo en política desde muy joven. Fue cofundador del Republikanischer Richterbund («Asociación de jueces republicanos») en Wurtemberg. Ya en 1920 se hizo miembro del Partido Socialdemócrata de Alemania (SPD) y en 1931 se convirtió en presidente de la agrupación local de Stuttgart del Reichsbanner Schwarz-Rot-Gold, una milicia afiliada al SPD, al Partido de Centro y al Partido Democrático Alemán (DDP). Bauer fue detenido el 23 de mayo de 1933 por planear una huelga general contra la Machtergreifung nazi, y fue condenado por ello a ocho meses en el campo de concentración de Heuberg y en la cárcel de la guarnición de Ulm. Los dirigentes nazis de Wurtemberg publicaron en varios periódicos una supuesta «declaración de lealtad [al régimen nazi]» (Treuebekenntnisse) de ocho socialdemócratas. Entre los nombres publicados figuraba un tal «Fritz Hauer», que es desconocido tanto en el Partido socialdemócrata como entre los presos de la guarnición. Los historiadores creen que se trata de Fritz Bauer, ya que las SA, las SS y otros elementos nazis usaban a menudo la «declaración de lealtad» como condición para la liberación de los campos de concentración. Los presos mismos no conocían el contenido de las declaraciones que firmaban, que luego eran usadas con fines propagandísticos. Bauer fue liberado a finales de 1933.
Bauer fue despedido de su trabajo como funcionario a causa de la nueva Ley para la restauración del funcionariado, que formaba parte de las leyes raciales alemanas y que impedía a los judíos ser funcionarios.
En 1936 emigró a Dinamarca. Las autoridades danesas le retiraron en abril de 1940, tras la ocupación alemana, el permiso de residencia y lo encerraron durante tres meses en un campamento. Para protegerse, se casó en junio de 1943 con la maestra de párvulos Anna Maria Petersen. En octubre de 1943, cuando los nazis comenzaron con la deportación de los judíos daneses al campo de concentración de Theresienstadt, desapareció y huyó con ayuda local hacia Suecia. Allí trabajó como ayudante de archivado y fundó, junto con Willy Brandt y otros, la revista Sozialistische Tribüne. La policía danesa sospechaba que Bauer tenía contacto con prostitutos, lo que ha sido tratado en una exposición del Fritz-Bauer-Institut que se pudo ver por primera vez en el Museo Judío de Fráncfort del Meno en 2014. Desde entonces se considera a Bauer como homosexual, a pesar de que él mismo nunca lo reconoció, ni existen pruebas concluyentes.

### Trabajo como fiscal general en la República Federal en las décadas de 1950 y 60
En 1949 Bauer volvió a Alemania y fue nombrado director del tribunal provincial de Braunschweig. En 1950 ascendió a fiscal general del estado en el tribunal superior provincial de Braunschweig. En 1956, bajo una iniciativa del Presidente de Hesse, Georg-August Zinn, fue nombrado fiscal general del estado federal de Hesse, con sede en Fráncfort del Meno, puesto que mantendría hasta su muerte en 1968.
Uno de sus primeros casos como fiscal general en Braunschweig le dio cierta fama incluso fuera de Alemania: en 1952 fue el acusador en el llamado Proceso Remer. Durante el proceso, Bauer afirmó: «Un estado injusto [Unrechtsstaat], que comete de forma diaria decenas de miles de asesinatos, da derecho a cualquiera a la defensa propia.» Como resultado de este juicio, los organizadores del atentado del 20 de julio de 1944 fueron rehabilitados y su intento de asesinar a Hitler legitimado. El tribunal se adhirió al alegato final de Bauer, de que el estado nazi no era «un estado de derecho, sino un estado injusto [Unrechtsstaat]».

Ein Unrechtsstaat wie das Dritte Reich ist überhaupt nicht hochverratsfähig.
Un estado injusto como el Tercer Reich no es traicionable en absoluto./
No es posible de ninguna de las maneras traicionar a un estado injusto como el Tercer Reich
Alegato en el proceso contra Remer de 1952, citado en: Süddeutsche Zeitung, № 245 del 24 de octubre de 2015, p. 57

En 1959 Bauer consiguió que la Corte Federal de Justicia trasladara la «investigación y la decisión» de la materia penal relacionada con el campo de concentración de Auschwitz al tribunal provincial de Fráncfort. Siguiendo las instrucciones de Bauer, la fiscalía local inició una investigación contra los miembros y dirigentes de las SS del campo de concentración y exterminio de Auschwitz. El primero de los procesos de Auschwitz en Alemania Occidental, «materia penal contra Mulka et al.», se inició finalmente contra veintidós acusados ante el tribunal provincial de Fráncfort en diciembre de 1963.
Fritz Bauer informó al servicio secreto israelí, el Mosad, sobre la dirección de Adolf Eichmann en Argentina, después de que consiguiese la información a través del expreso de campo de concentración Lothar Hermann, que vivía en Argentina. Bauer desconfiaba de la justicia y la policía alemana (temía que desde esas instituciones se previniese a Eichmann) y enseguida se dirigió directamente a las autoridades de Israel. Como contexto de esta acción, hay que saber que la solicitud de Bauer pidiendo al gobierno federal que solicitase la extradición de Eichmann había sido inmediatamente rechazada. La información de Bauer fue el impulso decisivo para la captura de Eichmann.
Bauer fue una persona controvertida dentro de los círculos judiciales federales en la Alemania de la posguerra; la mayoría de los juristas de la época habían trabajado durante el régimen nazi. Parece ser que él mismo llegó a decir: «En la justicia vivo como en el exilio.» Así mismo nos ha llegado de su boca: «Cuando dejo mi habitación [oficina], piso un país extranjero enemigo.»
Bauer presentó ante representantes de las asociaciones de juventud la ponencia Die Wurzeln faschistischen und nationalsozialistischen Handelns («Las raíces de la actuación fascista y nacionalsocialista»). La propuesta del Círculo de Jóvenes de Renania-Palatinado de publicar la ponencia en forma de folleto para ponerlo a disposición de los Gymnasia y las Escuelas profesionales fue rechazada por el Ministerio de Cultura del Land. El rechazo fue justificado en 1962 de forma «impertinente» por el joven diputado de la CDU Helmut Kohl: la distancia temporal al nacionalsocialismo es demasiado corta para poder realizar un juicio definitivo sobre el fenómeno. El texto, en el que Bauer daba buenos argumentos para demostrar que el Estado nazi no era ningún «accidente de trabajo» de la historia, se publicó en 1965 en forma de libro. 
La investigación comenzada por Bauer sobre los burócratas responsables de la «eugenesia nazi» fue archivada más adelante.
La obra de Bauer sirvió para la reconstrucción de una justicia democrática, para una persecución penal coherente de las injusticias nazis y para la reforma del derecho penal. Los procesos de Auschwitz (1963–1981) nunca se habrían llevado a cabo sin el incansable esfuerzo de Bauer. Si bien la mayoría de los inculpados solo pudieron ser juzgados como cómplices de asesinato y resultaron condenados a unos pocos años de cárcel, amplias capas de la sociedad rechazaron los procesos. Pero es mérito de Bauer, a través de dichos procesos, el haber introducido e impulsado a partir de mediados de la década de 1960 la discusión pública sobre el Holocausto.

### Muerte
Bauer fue hallado muerto en la bañera de su vivienda de Fráncfort el 1 de julio de 1968. En la autopsia, realizada por el forense de Fráncfort Joachim Gerchow, se pudo constatar una grave bronquitis y la presencia de somníferos. No se encontraron indicios de culpa de terceros. Así, Gerchow opina en su informe final y en declaraciones posteriores que se trató de un suicidio. Sin embargo, no hay indicios de tendencias suicidas en el comportamiento de Bauer.
Por deseo del fallecido, el cuerpo fue incinerado (lo que está prohibido por el judaísmo). La instrucción del sustituto de Bauer, para solicitar una obducción judicial, fue ignorada por la fiscalía de Fráncfort por razones que aún hoy resultan desconocidas, y se entregó el cadáver de inmediato para su incineración.

## Honores y memoria

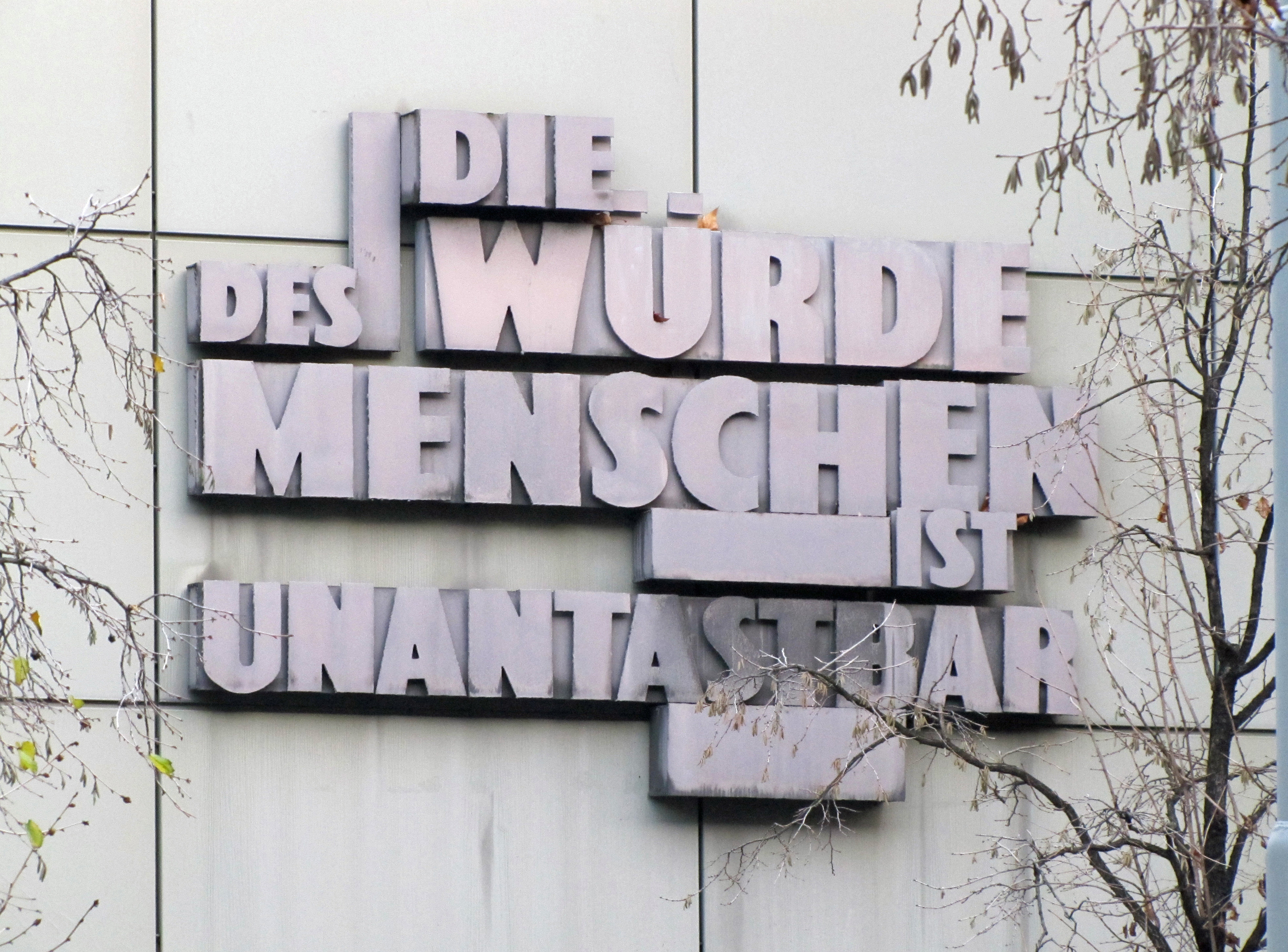
«La dignidad del ser humano es inviolable». Primera frase del primer artículo de la Constitución de Alemania, colocado en el edificio de la fiscalía de Fráncfort a iniciativa de Bauer.

En 1961, Bauer fundó junto con Gerhard Szczesny la organización de derechos civiles Humanistische Union. Tras su muerte, la Humanistische Union comenzó a entregar el Premio Fritz Bauer anual o bienalmente. El Fritz Bauer Institut, una fundación creada en 1995 en Fráncfort, que se ocupa del estudio de la Shoá y sus efectos, también fue nombrada en su honor. Bauer también es honrado en la Frankfurter Treppe / XX. Jahrhundert.
El establecimiento penitenciario de Darmstadt fue nombrado Fritz-Bauer-Haus.
Desde 2012, la gran sala de eventos del tribunal de distrito de Stuttgart lleva el nombre de Fritz-Bauer-Saal. En abril de 2012 se decidió que la plaza junto al tribunal de distrito, en el centro de Brunswick, pasaría a llamarse Fritz-Bauer-Platz. La exposición «Fiscal general del estado Fritz Bauer y el proceso del 20 de julio» (del 16 de julio al 28 de septiembre de 2012 en el tribunal de distrito de Brunswick) fue organizada por el Institut für Braunschweigische Regionalgeschichte en cooperación con la fiscalía general del estado en Brunswick.
El ministro federal de justicia y protección al consumidor ha creado en 2014 el premio Fritz Bauer para tesis doctorales sobre los derechos humanos y la historia jurídica que tratan sobre Fritz Bauer, su obra o los temas importantes para Bauer.

## Fritz Bauer en la cultura, el cine y la literatura

### Fritz Bauer en la literatura
El director de cine y escritor Alexander Kluge, en su libro Abschied von gestern (1966; «La despedida del ayer»), pone en boca de Bauer un alegato por la humanización de la justicia. En 2013 le dedicó un libro, 48 Geschichten für Fritz Bauer («48 historias para Fritz Bauer»). Las historias se ven enmarcadas por un relato inicial, que habla sobre el entierro de Bauer, y por un texto final dedicado al fiscal.

### Exposiciones sobre Fritz Bauer
- Fritz Bauer – Der Staatsanwalt, Jüdisches Museum Frankfurt, Frácfort del Meno, abril a septiembre de 2014
  - Repetición de la exposición en el Parlamento de Turingia, diciembre de 2014 a febrero de 2015.[21]
  - Repetición de la exposición en el tribunal de distrito de Heidelberg, Heidelberg, 26 de febrero de 2015 al 17 de abril de 2015[22]

### Películas sobre Fritz Bauer
- Alexander Kluge: Abschied von gestern. Alemania 1966.[23]
- David Wittenberg: Die Würde eines jeden Menschen. Erinnern an Fritz Bauer. Deutschland 1995.
- Ilona Ziok: Fritz Bauer – Tod auf Raten. Alemania 2010, 97 min.[24] Website zum Film. Prädikat: „Besonders wertvoll“ & Titel: „Dokumentarfilm des Monats Januar 2011“ a través de la FBW.
- Peter Hartl, Andrzej Klamt: vídeo en ZDF History: Mörder unter uns – Fritz Bauers Kampf (29 de enero de 2014, 23:25, 44:19 min.) en la ZDFmediathek, visitado el 29 de enero de 2014.
- Película Im Labyrinth des Schweigens (La conspiración del silencio) de Giulio Ricciarelli, con Gert Voss como Fritz Bauer. Alemania, 2014.
- Película Der Staat gegen Fritz Bauer (en Austria: Die Heimatlosen) de Lars Kraume, con Burghart Klaußner como Fritz Bauer. La película retrata a Fritz Bauer y muestra el clima político e intelectual de la sociedad alemana de las décadas de 1950 y 1960. Alamodefilm-Verleih, Alemania, 2015, 105 min[25]

## Publicaciones de Bauer
- Die Kriegsverbrecher vor Gericht. Postfacio de Hans Felix Pfenninger. Colección: Neue Internationale Bibliothek, 3. Europa, Zürich 1945.
- Das Verbrechen und Gesellschaft. Ernst Reinhardt, München 1957.
- Wurzeln nazistischen Denkens und Handelns. ed. Hessische Landesbank, Frankfurt o. J. [circa 1960].
- Die Wurzeln faschistischen und nationalsozialistischen Handelns. Mainz 1961 (31 p.)
- Die Wurzeln faschistischen und nationalsozialistischen Handelns. EVA, Frankfurt 1965 (77 p.)
- Widerstandsrecht und Widerstandspflicht des Staatsbürgers. Frankfurt 1962.
- Sexualität und Verbrechen. Beiträge zur Strafrechtsreform. eds. Fritz Bauer, Hans Bürger-Prinz, Hans Giese, Herbert Jäger. Fischer TB, Frankfurt 1963.
- Die neue Gewalt. Die Notwendigkeit der Einführung eines Kontrollorgans in der Bundesrepublik Deutschland. Verlag der Zeitschrift Ruf und Echo, München 1964 (24 p.)
- Widerstand gegen die Staatsgewalt. Dokumente der Jahrtausende. Zusammenst. & Komm. F. B. – Fischer TB, Frankfurt 1965.
- Auf der Suche nach dem Recht. Con 20 fotos y 7 dibujos. Franckh’sche Verlagshandlung, Stuttgart 1966.
- Die Reformbedürftigkeit der Strafrechtsreform. Sonderreihe „Aus gestern und heute“, 20. Dokumentationen und zeitgeschichtliche Beiträge. München, o. J. [1966] (23 p.)
- Alternativen zum politischen Strafrecht. Ponencia del 6 de marzo de 1968 durante la Hochschulwoche für staatswissenschaftliche Fortbildung en Bad Nauheim. Bad Homburg v. d. H., Dr. Max Gehlen, Berlín 1968 (15 p.)
- Vom kommenden Strafrecht. Prefacio de Herbert Jäger. C. F. Müller, Karlsruhe 1969 (85 p.)
- Die Humanität der Rechtsordnung. Ausgewählte Schriften. Eds. Joachim Perels e Irmtrud Wojak, Campus, Frankfurt 1998, ISBN 3-593-35841-7.
- Nach den Wurzeln des Bösen fragen. Extractos de la ponencia que Bauer presentó el 5 de febrero de 1964 en la Universidad de Frácfort. http://forschungsjournal.de/node/2730 Archivado el 27 de noviembre de 2015 en Wayback Machine.